# ライヒャルツハウゼン
ライヒャルツハウゼン (ドイツ語: Reichartshausen) は、ドイツ連邦共和国バーデン＝ヴュルテンベルク州ライン＝ネッカー郡に属す町村（以下、本項では便宜上「町」と記述する）で、ヴァイプシュタット自治体行政連合およびブルンネンレギオン観光地域に所属する。

## 地理
ライヒャルツハウゼンは、バーデン＝ヴュルテンベルク州北部の街ジンスハイムから約15km、クライヒガウとオーデンヴァルトにまたがる地域、いわゆる小オーデンヴァルトに位置する。隣接する町村は、南から時計回りに、 ヘルムシュタット＝バーゲン、エプフェンバッハ、ロプバッハ、シェーンブルン（以上、いずれもライン＝ネッカー郡）、アグラスターハウゼン（ネッカー＝オーデンヴァルト郡）である。

## 歴史
ライヒャルツハウゼンは、1100年に初めて文献に記録されているが、その創設はおそらくアレマン人の時代に遡る。1367年にこの村はプファルツ選帝侯領となり、そのオーバーアムト・ハイデルベルクに属す、いわゆる Stüber Zentの裁判所が設けられた。ライヒャルツハウゼンは1803年にバーデン大公領となった。

## 行政

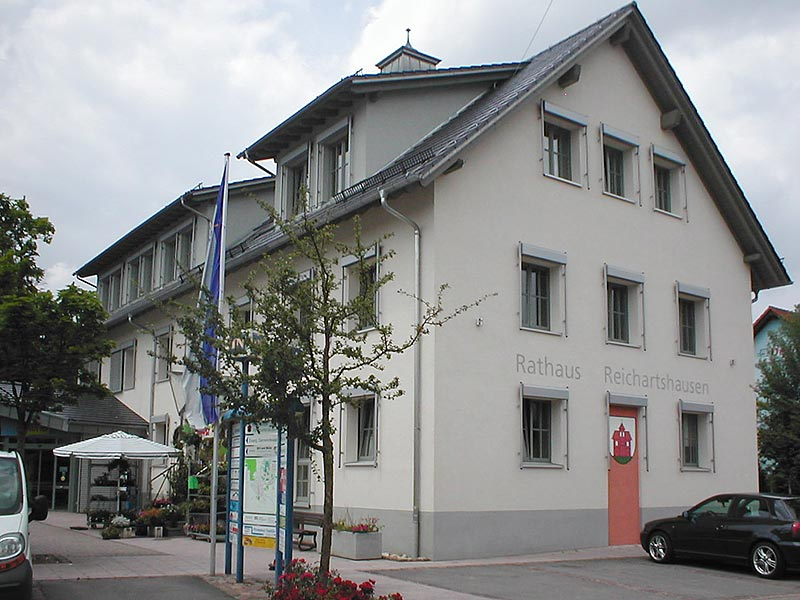
ライヒャルツハウゼンの町役場

### 議会
ライヒャルツハウゼンの議会は、議長である首長を除き、10人の議員からなる。

### 紋章
図柄: 銀地で、緑の土地の上に赤い家。中央部分は塔のように高くなっており、その尖った屋根の上に黒い十字架。
1901年に制定されたこの紋章は、1752年から現れる裁判所の印章に由来する。その意味するところは明かでない。村の名前（Haus = 「家」）に因んだ意匠であるという説がある。また、一説には、Zentの裁判所に設けられた役場を象徴しているとも言われる。
旗は、緑 – 白で、1956年に内務省の認可を得ている。

### 友好都市
- グッタウのノイドルフ／シュプレー地区（ドイツ、ザクセン州）1990年10月3日

## 見所と建築
- プロテスタント教会は、1772年に建設され、2000年に改修された。見所は、教会内のバロック様式の説教壇である。周囲には、教会の外観を描いた素朴な絵が飾られている。
- ライヒャルツハウゼンの中心部は、古い泉、バロック様式の牧師館やその他のバロック建築に囲まれた印象的な空間である。
- 町役場は歴史的な中心部から外れた場所に立てられた近代的な機能建築である。学校は1891年に建造され、1950年に拡張された。
- ライヒャルツハウゼンには、多くの遊歩道のほか、林間キャンプ場や太陽光を利用した屋外温水プールが設けられている。

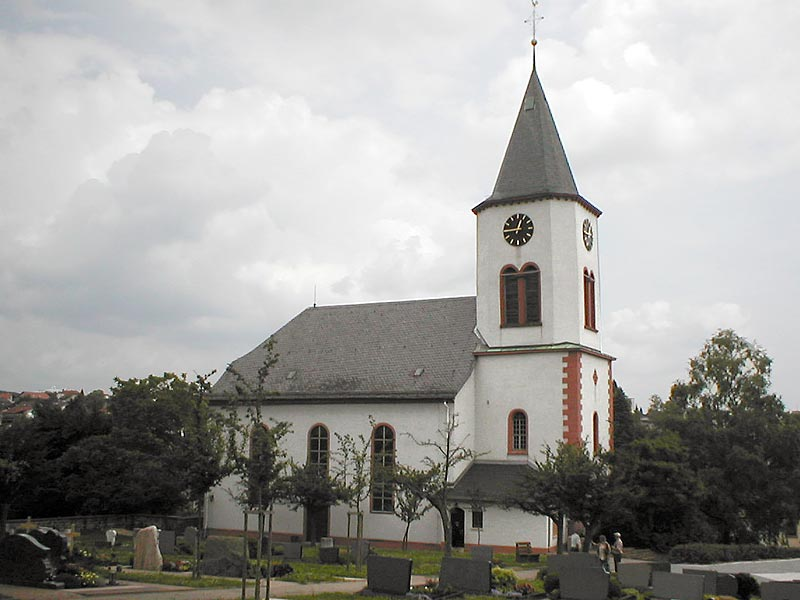
プロテスタント教会
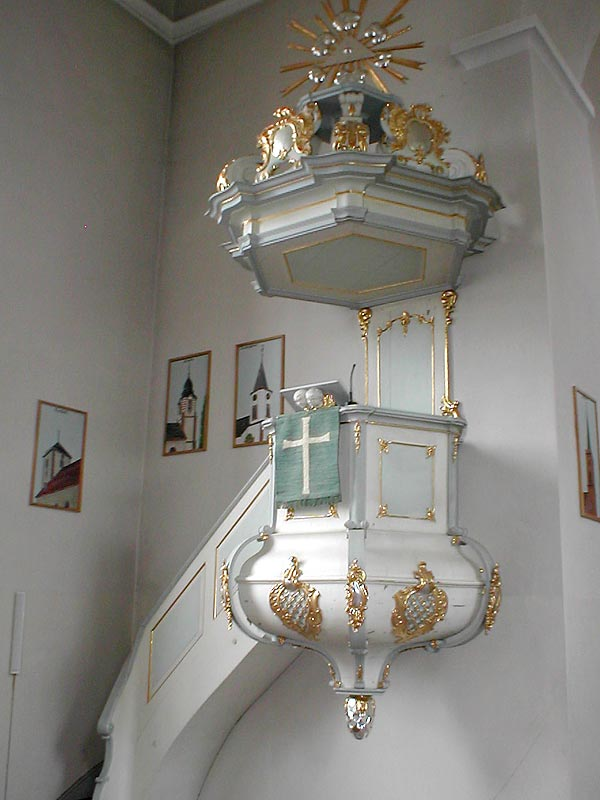
教会の説教壇
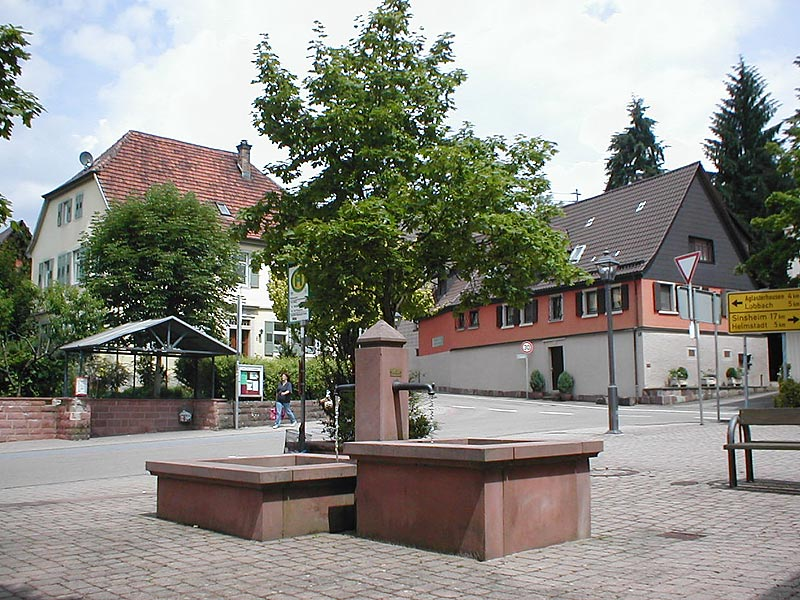
町の中心部にある古い泉

## 引用
1. ↑  Statistisches Landesamt Baden-Württemberg – Bevölkerung nach Nationalität und Geschlecht am 31. Dezember 2023 (CSV-Datei)